# José de Jesús María Uriarte y Pérez
José de Jesús María Uriarte y Pérez ó José María de Jesús Uriarte (12 de diciembre de 1824, rancho de Batopilo, municipio de Badiraguato, Sinaloa - 26 de mayo de 1887 Culiacán, Sinaloa) décimo obispo de Sonora y primer obispo de Sinaloa. Octavo hijo del matrimonio integrado por Don Domingo Uriarte y la señora María Pérez, siendo bautizado en la hoy cabecera municipal el 12 de diciembre de 1825. A los once años, concluida la instrucción primaria, se inscribió en el Seminario Conciliar de Culiacán, en donde destacó notablemente en las ciencias y en las virtudes. El 22 de septiembre de 1850 a la edad de 23 años recibió las órdenes sacerdotales de manos del señor obispo José Lázaro de la Garza y Ballesteros y verificó su primera misa en la iglesia parroquial de Badiraguato. En 1853 dio pruebas de su celo apostólico. En esa época apareció el cólera Morbo y desafiando el peligro del contagio “día hubo en que administró los sacramentos hasta a cien enfermos. Dios le preservó de contraer tan terrible mal”.
Pasada la epidemia desempeñó en el Seminario la cátedra de teología moral, fue nombrado párroco de Quilá cuya iglesia construyó en la mayor parte a su expensas. El 23 de noviembre de 1854 fue nombrado Rector del Seminario, a cuyo frente estuvo hasta su promoción al episcopado.  Se encargó del gobierno de la mitra al año siguiente. Durante la persecución de la Iglesia en Sonora, tanto él como el ilustrísimo don Pedro Loza y otros eclesiásticos sufrieron vejaciones y acosos por parte del gobernador Plácido Vega y sus subalternos.

“El general (Coronado) dio cuenta al Gobernador del Estado don Plácido Vega, quien mandó que se presentara en Mazatlán el señor José de Jesús María Uriarte y Pérez. Esto acontecía en el mes de julio; luego que llegó a dicho puerto acompañado de los presbíteros Pérez Serrano y de su sobrino el padre Rojo, los mandó al cuartel incomunicados, donde estuvieron hasta las tres de la tarde en pie, sin dejarlos mover y sin permitirles ningún alimento ni agua y repitiéndoles que les daría libertad si entregaban diez mil pesos, o todos los documentos relativos a las propiedades eclesiásticas; más en caso de resistencia, los echarían al mar o los desterrarían. Tanto el señor Uriarte como sus dignos compañeros, contestaban según el lenguaje de los mártires, que no podían ni debían acceder a semejantes exigencias”. “De aquel inmundo cuartel los pasaron a otro, y debido a las súplicas de un buen vecino, don Tomás Gómez, donde como un acto de consideración se les concedió que pudieran tomar alimentos y agua. Mediante el influjo de otra persona, salieron a una casa particular. Permanecieron en el puerto hasta agosto que regresaron a Culiacán, extenuados y tristes por tantos malos tratamientos y vejaciones de que fueron víctimas”. Nuevas persecuciones obligaron al padre Uriarte a salir de Culiacán, a fines de 1860 se fue de incógnito a Álamos, Sonora, y a principios de 1861 “dispuso ocultarse entre los montes hacia el rumbo de Mocorito”.

Con motivo de expulsión del Señor obispo Pedro José de Jesús Loza y Pardavé en 1860, quedó al frente de los negocios del obispado por varios años, tropezó con fuertes dificultades como consecuencia de las Leyes de la Reforma que establecieron la separación de la Iglesia y el Estado, varias veces tuvo que esconderse para ponerse a cubierto de persecuciones y actuó con dicho carácter hasta fines de 1864 en que el precipitado obispo regresó a Mazatlán bajo el amparo de los franceses. De estos cautiverios quedaron los siguientes testimonios:

“Mocorito fue el punto de la residencia ordinaria del señor Gobernador de la Mitra (de Sonora), viviendo en la casa cural unida a la iglesia, obra de Jesuitas, teniendo además allí un cuartito con poca luz y ventilación, al que se entraba para suministrarle los alimentos, por una puerta falsa, y, en cuyo interior tenía un escondite subterráneo, como sepultura, con la tapadera de un canal dispuesto para un caso de asalto, que nunca se dio por fortuna, aunque sí algunos casos de susto que lo hicieron esconderse allí… Una de las veces que el señor Uriarte huyó a los montes, vivió tres meses en el desierto a un lado del Portezuelo, ranchito que se hallaba entre Mocorito y Badiraguato. Los padres le construyeron sobre un árbol una carpa formada con un cuero de buey, dentro del cual se hallaba recostado en un lecho de cañas lloviéndole casi todos los días. Tomando por alimento una sopa que le hacía un indio, que era su única compañía, cuando no le llegaban recursos de Mocorito”. Desde su escondite, narra el autor, el señor Uriarte estaba al corriente de todo y dirigía con admirable prudencia el Gobierno de la diócesis en tiempos muy calamitosos. “El Seminario, de quien era su dignísimo Rector, fue clausurado y profanado, lo mismo que la casa episcopal, e invadida la parroquia de Culiacán algún tiempo por un mal eclesiástico. Su benemérito hermano, el señor cura de Badiraguato, don Domingo, así como su otro hermano don Antonio, sufrieron pérdidas notables en sus intereses (veinte mil pesos), y el primero sucumbió el 5 de enero de 1863 consumido por la tristeza que le causó presenciar la persecución de su iglesia en Sonora”. Debido a la intervención de las señoras principales de Culiacán, el general don Ramón Corona concedió las garantías suficientes al padre Uriarte para volver a Culiacán, y éste, el 23 de septiembre de 1866, celebró misa de acción de gracias en la que predicó: “La iglesia es invencible, sus ministros podrán ser encarcelados, desterrados, degollados o asados en una parrilla, pero jamás vencidos”.

Al salir nuevamente el titular de la diócesis resumió las funciones de gobernador de la mitra y pudo volver a establecerse en Culiacán con autorización del general Corona. En 1868 el señor obispo Loza fue promovido al arzobispado de Guadalajara y en consistorio de 24 de junio de 1869 el papa Pío IX lo designó décimo obispo de Sonora y Sinaloa. Fue consagrado en la Catedral de Durango el 13 de marzo de 1870 por el Sr. José Vicente Salinas e Infanzón y tomó posesión el 10 de abril siguiente. De sus bienes patrimoniales fundó en Culiacán un hospital bajo el patrocinio de la Inmaculada Virgen en su tierna advocación del Carmen, el cual tuvo principio el 12 de septiembre de 1880
Durante su gestión  fue mejorado el seminario conciliar y terminó y consagró la Catedral de Culiacán. Propuso al Vaticano y logró la aprobación en 1883, que su obispado se dividiera en dos y como consecuencia se crearon las diócesis de Sonora y Sinaloa. Fue nombrado para la segunda, falleció en su residencia episcopal el 26 de mayo de 1887 y fue sepultado en la capilla del hospital.